# Call It What You Want
«Call It What You Want» —en español: «Llámalo como quieras»— es una canción escrita e interpretada por la cantante estadounidense Taylor Swift. Fue lanzada el 3 de noviembre de 2017 como sencillo promocional de su sexto álbum de estudio Reputation (2017), a través de Big Machine Records. Fue escrita y producida por Taylor Swift junto a Jack Antonoff.

## Lanzamiento
Después de estrenar «Gorgeous» y realizar varias fiestas donde invitaba a fanáticos de todo el mundo durante octubre de 2017, para presentar su sexto álbum de estudio Reputation, la cantante anunció que lanzaría el tema «Call It What You Want» como el tercer sencillo promocional del álbum, mientras publicaba teasers en sus cuentas oficiales de Twitter e Instagram.  La canción se lanzó a la medianoche del 3 de noviembre de 2017 junto con un video lírico publicado en YouTube.

## Composición
«Call It What You Want» se ha descrito como una canción synth-pop. Jack Antonoff, coproductor y coguionista de la canción, reveló en Twitter que la pista fue «hecha con un MPC, cadenas dx7, haciendo de la voz de Swift un instrumento». Agregó además que «la canción significa mucho para mí, y recomienda a los fanáticos que la escuchen con auriculares por la noche en una caminata. «Call It What You Want» también presenta a Swift con el género del rap.
La canción se realiza en la clave de La mayor en  tiempo de corte con un tempo de 82 latidos por minuto. Sigue una progresión de acordes de D - A - E - D / F - F m  7 , y la voz de Swift abarca desde  E  3  a C  5 .

## Recepción crítica
La canción fue nombrada la vigésima mejor canción de 2017 por Rolling Stone. De acuerdo con Entertainment Weekly, en la canción  Swift dice que está «mejor que nunca y detalla su vida romántica», la cual fue bien recibida por su base de admiradores. Frank Guan de Vulture declaró que la canción «trata sobre gossamer y luz; su producción libre y aireada evoca, o intenta evocar, una sensación de romance radiante y protector en el después de una devastadora debacle social; los oyentes listos para ver esa pérdida como la que sufrió el año pasado a manos de Kim Kardashian y Kanye West no encontrarán resistencia». USA Today por su parte, le dio una crítica positiva, diciendo que era más suave que sus otros sencillos recientes, y «la canción más perceptiva y descaradamente romántica de la nueva era de la cantante». Complex Magazine  tenía la opinión de que la canción sería el primer sencillo prelanzado de su álbum que no era «angustiante», ya que«Call It What You Want» es «en realidad  bueno», y también dejó caer la «narrativa de venganza en la pista con gran efecto». Spin Magazine le hizo una revisión similar, diciendo que era mucho mejor que su otro material estrenado reciententemente.

## Video lírico
El día 2 de noviembre de 2017, se subió un video de la letra de la canción al canal de Taylor Swift en YouTube. El video presentaba imágenes caseras e imágenes de Taylor. Obtuvo 5 millones de visitas en sus primeras 24 horas. A partir de julio de 2019, el video supera los 60 millones de reproducciones.

## Créditos y personal
Créditos adaptados de Genius.
- Taylor Swift – composición, producción, vocales
- Jack Antonoff – producción, ingeniería de grabación, piano, programación, composición, personal de estudio.
- Laura Sisk – ingeniero de grabación
- John Rooney – ingeniería de grabación, personal de estudio
- Randy Merrill - masterización
- Serban Ghenea – mezclador, personal de estudio
- John Hanes – ingeniero de mezcla, personal de estudio

## Posicionamiento en listas
| Listas (2017)                      | Mejor posición |
| ---------------------------------- | -------------- |
| Alemania (Official German Charts)  | 99             |
| Australia (ARIA)                   | 16             |
| Austria (Ö3 Austria Top 40)        | 43             |
| Canadá (Canadian Hot 100)          | 24             |
| Estados Unidos (Billboard Hot 100) | 27             |
| Filipinas (Philippine Hot 100)     | 27             |
| Francia (SNEP)                     | 76             |
| Hungría (Single Top 40)            | 5              |
| Irlanda (IRMA)                     | 44             |
| Malasia (RIM)                      | 13             |
| Nueva Zelanda (RMNZ)               | 34             |
| Portugal (AFP)                     | 65             |
| Suiza (Schweizer Hitparade)        | 96             |
| Reino Unido UK Singles Chart       | 27             |

## Certificaciones
| País (organismo certificador) | Certificación | Unidades certificadas |
| ----------------------------- | ------------- | --------------------- |
| Australia (ARIA)              | Oro           | 35 000                |
| Estados Unidos (RIAA)         | Oro           | 500 000               |